# Залужье (Яворовский район)
Залужье (укр. Залужжя) — село в Яворовской городской общине Яворовского района Львовской области Украины.
Население по переписи 2001 года составляло 1371 человек. Занимает площадь 1,68 км². Почтовый индекс — 81023. Телефонный код — 3259.